# 肺分画症
肺分画症（はいぶんかくしょう）は、体循環系から肺循環系への血流異常を特徴とする先天性の肺形成異常で、正常肺と気管支による交通を持たない肺組織と定義されている。
分画肺が正常肺組織と臓側胸膜を共有する肺葉内肺分画症と、正常肺組織の外側に存在する肺葉外肺分画症に分けられる。
1946年にPryceらによって、初めて報告された。

## 分類
肺分画症は大きく、肺葉内分画症と肺葉外分画症に大別される。頻度は肺葉内分画症が75 - 80 %、肺葉外分画症が20 - 25 %で、肺葉内分画症が多い。
特徴として肺葉内分画症は正常肺組織と臓側胸膜を共有しており、異常血管（94 %は大動脈系）からの血流を受け、肺静脈系に還流するのに対し肺葉外分画症は正常肺組織の外側に独立した臓側胸膜を有して存在し、大静脈系に還流する。
また、縦隔など胸腔外に形成されることもある。

## 症状と経過
肺分画症の多くは何らかの臨床症状を有し、頻度の多い症状としては咳嗽、喀痰、喀血、頻回の感染などが挙げられるが、肺葉内分画症の15 %、肺葉外分画症の10 %程度では明らかな症状がなく偶発的に発見されたとの報告がある。
一般に肺葉外分画症は胎生期から新生児のうちに診断されることが多く、他の先天奇形を合併することが多いのに対し、肺葉内分画症は頻回な感染を契機に診断されることが多く成人期に診断されることもある。
上記の診断的特徴などを加味して、近年は肺葉内分画症は先天性奇形ではなく後天的な気道閉塞の結果、生じた病態とも考えられている。

## 治療
肺分画症は肺高血圧症や、心不全の原因になりうるため、通常は症状の有無に関わらず、外科的治療を行うことが推奨されている。
肺葉内分画症では葉切除や区域切除、肺葉外分画症では分画肺の切除を行うことが一般的である。
近年、手術時の出血コントロールや血流低下に伴う自然退縮が目的の異常血管塞栓術を施行した報告もある。